# Велика Трнава
Велика Трнава је насељено место у саставу општине Херцеговац у Бјеловарско-билогорској жупанији, Република Хрватска.

## Историја
До територијалне реорганизације у Хрватској налазила се у саставу старе општине Гарешница.

## Срби у Великој Трнави
Претплатник српске књиге 854. и 1855. године, био је тамошњи трговац Атанас Николајевић.

## Становништво
На попису становништва 2011. године, Велика Трнава је имала 298 становника.

## Попис1991.
На попису становништва 1991. године, насељено место Велика Трнава је имало 401 становника, следећег националног састава:
| Попис 1991.‍  | Попис 1991.‍  | Попис 1991.‍ | Попис 1991.‍ | Попис 1991.‍ |
| ------------ | ------------ | ----------- | ----------- | ----------- |
|              |              |             |             |             |
| Хрвати       | Хрвати       |             | 381         | 95,01%      |
| Југословени  | Југословени  |             | 8           | 1,99%       |
| Мађари       | Мађари       |             | 2           | 0,49%       |
| Срби         | Срби         |             | 2           | 0,49%       |
| Чеси         | Чеси         |             | 2           | 0,49%       |
| Муслимани    | Муслимани    |             | 1           | 0,24%       |
| неопредељени | неопредељени |             | 3           | 0,74%       |
| непознато    | непознато    |             | 2           | 0,49%       |
| укупно: 401  |              |             |             |             |